# Javier Salas
Javier Alván Salas Salazar (Puebla, Puebla, México; 20 de agosto de 1993) es un futbolista mexicano, juega como centrocampista defensivo y su equipo actual es el Fc Juárez de la Primera División de México.

## Trayectoria
Debutó con Dorados de Sinaloa el 28 de enero de 2012 en un partido frente a los Leones Negros de la U. de G.
En 2014 pasa en calidad de préstamo a los Xolos de Tijuana. Regresa a Dorados para el Torneo Apertura 2015.
Para el 2016 después de haber descendido con Dorados de la máxima categoría a petición del extécnico de dorados ahora técnico del Atlas es fichado por los rojinegros para que juegue el próximo torneo Apertura 2016.

## Estadísticas
Actualizado el 10 de octubre de 2024.
| Equipo                                                                                              | Div.                | Temporada           | Liga     | Liga  | Copa Nacional(1) | Copa Nacional(1) | Copa Internacional | Copa Internacional | Total    | Total |
| Equipo                                                                                              | Div.                | Temporada           | Partidos | Goles | Partidos         | Goles            | Partidos           | Goles              | Partidos | Goles |
| Dorados de Sinaloa · México                                                                         | 2.ª                 | C-2012              | 3        | 0     | -                | -                | -                  | -                  | 3        | 0     |
| Dorados de Sinaloa · México                                                                         | 2.ª                 | 2012-13             | 4        | 0     | 1                | 0                | -                  | -                  | 5        | 0     |
| Dorados de Sinaloa · México                                                                         | 2.ª                 | 2013-14             | 26       | 1     | 4                | 1                | -                  | -                  | 30       | 2     |
| Dorados de Sinaloa · México                                                                         | 1.ª                 | 2015-16             | 13       | 0     | 9                | 0                | -                  | -                  | 22       | 0     |
| Dorados de Sinaloa · México                                                                         | Total               | Total               | 46       | 1     | 14               | 1                | 0                  | 0                  | 60       | 2     |
| C. Tijuana · México                                                                                 | 1.ª                 | 2014-2015           | 2        | 0     | 11               | 1                | -                  | -                  | 13       | 1     |
| C. Tijuana · México                                                                                 | Total               | Total               | 2        | 0     | 11               | 1                | 0                  | 0                  | 13       | 1     |
| Atlas F. C. · México                                                                                | 1.ª                 | 2016-2017           | 31       | 0     | -                | -                | -                  | -                  | 31       | 0     |
| Atlas F. C. · México                                                                                | 1.ª                 | 2017                | 15       | 0     | 1                | 0                | -                  | -                  | 16       | 0     |
| Atlas F. C. · México                                                                                | Total               | Total               | 46       | 0     | 1                | 0                | 0                  | 0                  | 47       | 0     |
| Cruz Azul F. C. · México                                                                            | 1.ª                 | C-2018              | 10       | 0     | 3                | 0                | -                  | -                  | 13       | 0     |
| Cruz Azul F. C. · México                                                                            | 1.ª                 | 2018-19             | 24       | 0     | 8                | 0                | -                  | -                  | 32       | 0     |
| Cruz Azul F. C. · México                                                                            | 1.ª                 | 2019                | 4        | 0     | -                | -                | -                  | -                  | 4        | 0     |
| Cruz Azul F. C. · México                                                                            | Total               | Total               | 38       | 0     | 11               | 0                | 0                  | 0                  | 49       | 0     |
| C. Puebla · México                                                                                  | 1.ª                 | 2020                | 9        | 0     | -                | -                | -                  | -                  | 9        | 0     |
| C. Puebla · México                                                                                  | 1.ª                 | 2020-21             | 37       | 0     | -                | -                | -                  | -                  | 37       | 0     |
| C. Puebla · México                                                                                  | 1.ª                 | 2021-22             | 34       | 0     | -                | -                | -                  | -                  | 34       | 0     |
| C. Puebla · México                                                                                  | Total               | Total               | 80       | 0     | 0                | 0                | 0                  | 0                  | 80       | 0     |
| F. C. Juárez · México                                                                               | 1.ª                 | 2022-23             | 26       | 0     | -                | -                | -                  | -                  | 26       | 0     |
| F. C. Juárez · México                                                                               | 1.ª                 | 2023-24             | 27       | 0     | -                | -                | 3                  | 0                  | 30       | 0     |
| F. C. Juárez · México                                                                               | 1.ª                 | 2024-25             | 0        | 0     | -                | -                | 0                  | 0                  | 0        | 0     |
| F. C. Juárez · México                                                                               | Total               | Total               | 53       | 0     | 0                | 0                | 3                  | 0                  | 56       | 0     |
| Total en su carrera                                                                                 | Total en su carrera | Total en su carrera | 265      | 1     | 37               | 2                | 3                  | 0                  | 305      | 3     |
| (1) Incluye datos de la Copa MX. (2) Incluye datos de . (3) No incluye goles en partidos amistosos. |                     |                     |          |       |                  |                  |                    |                    |          |       |

## Palmarés

### Campeonatos nacionales
| Título       | Club               | País   | Año  |
| ------------ | ------------------ | ------ | ---- |
| Copa MX      | Dorados de Sinaloa | México | 2012 |
| Copa MX      | Cruz Azul          | México | 2018 |
| Supercopa MX | Cruz Azul          | México | 2019 |